# Klasszikus héber nyelvtan

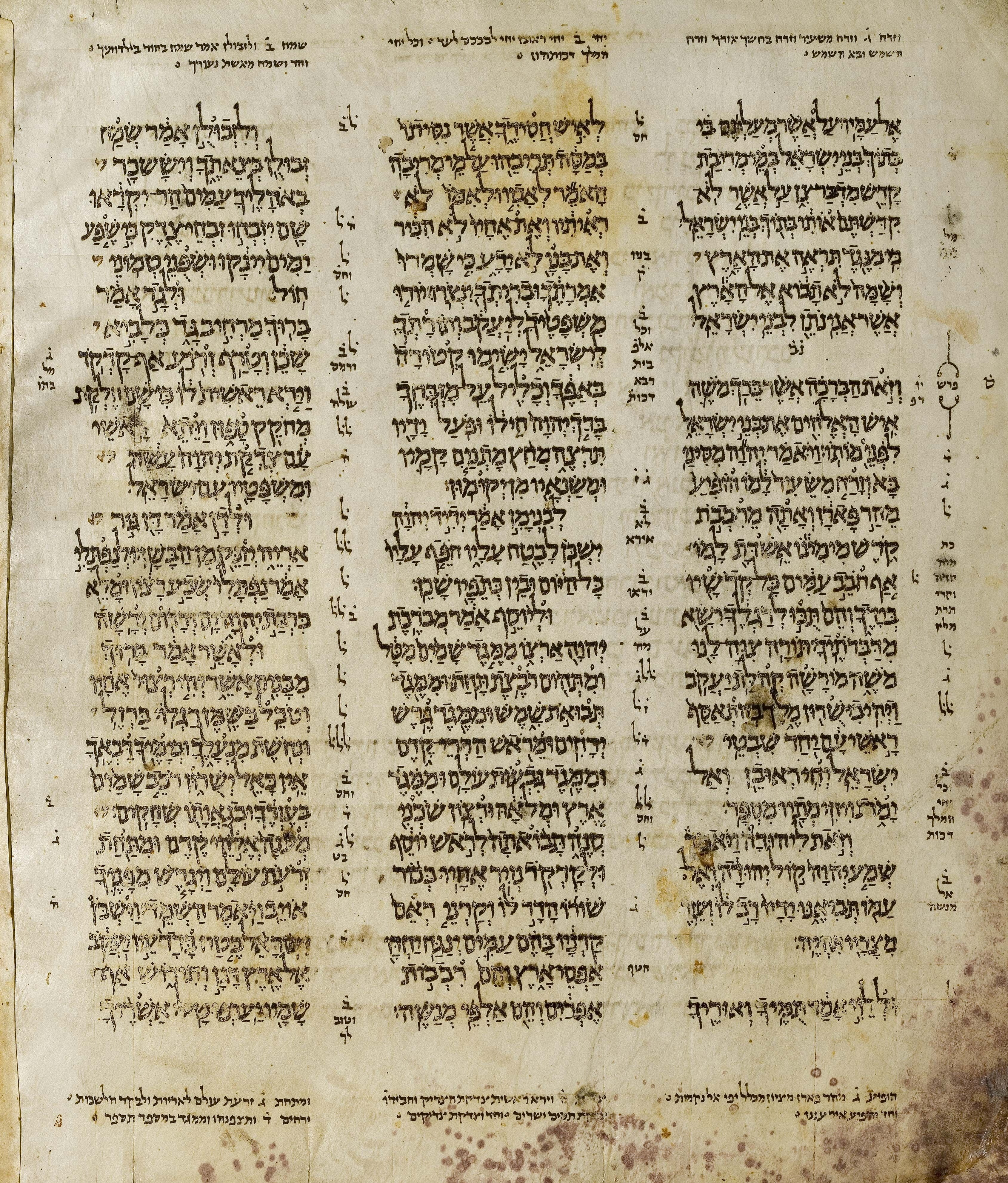
Az Aleppói kódex egy lapja

A klasszikus héber nyelvtan (másként ókori, ó- vagy bibliai héber nyelvtan) a héber nyelv alapját képező bibliai héber szövegek leírását tartalmazza. Egyedüli nyelvi anyaga a héber Biblia, másként תנ״ך Tanakh. Minden más, későbbi héber szöveg (melyek közül legelső a véglegesen az i. sz. 2. században összeállított, de nyelvi anyagot az 1. századból is tartalmazó Misna) már a nyelv egy más, a bibliaitól meglehetősen eltérő nyelvállapotát jeleníti meg.
Szemben más ókori nyelvemlékekkel, a héber Biblia szövege már „elsőre” teljes egészében áll előttünk, a fennmaradt alap-kéziratok (Leningrádi kódex, Aleppói kódex) ugyanis az i. sz. 9-10. századból valók. Korabeli szövegvariációk vagy másolatok nem maradtak fenn, minden szövegmaradvány, kézirattöredék vagy bármilyen héber nyelvű összevethető anyag legkorábban az i. e. 2-1. századból származik (Kumráni tekercsek). Az i. e. 3. században keletkezett görög Szeptuaginta a héber szövegtan tekintetében ugyan különleges helyet foglal el, a nyelv leírására azonban ez sincs befolyással.
Mivel a bibliai héber, mint nyelv – és így a héber Biblia, mint szövegforrás –, annak ellenére, hogy műfaját tekintve könyvgyűjtemény, hiszen 39, különböző korban, különböző szerzők által, különböző helyeken leírt könyvet tartalmaz, rendkívüli módon intakt, ezért a nyelv leírásánál a legszükségesebb mértéken felül (pl. fogság előtti – fogság utáni szövegek szintaxisának megkülönböztetése) nem szükséges belemenni az egyes könyvek egyébként is rendkívül problematikus datálási problémáiba. Ugyanígy nem szükséges állást foglalni az egyes könyvek szerzőségéről, ahogyan keletkezési helyükről sem és szintén szükségtelen a bibliakritika szövegfelosztási technikáit érvényesíteni. A jelen leírás ezeket javarészt mellőzni fogja, amennyiben szükséges, az általánosan elfogadott álláspontot igyekszik megjeleníteni.

## Terminológia
A klasszikus héber nyelvtan terminológiája meglehetősen sajátos vonásokat mutat. Egyrészt héber, másrészt latin nyelvtani kifejezésekből áll, melyek lehetnek önállóak, de lehetnek egymás fordításai is. Ez a kevert nyelvhasználat a reformáció alatt, a héber nyelv „újrafelfedezése” során alakult ki és maradandóan rögzült. 
Ebből a szempontból érdemes különválasztani az írás-olvasás megértéséhez szükséges alapszabályokat és -kifejezéseket, a leíró nyelvtan már viszonylag egyértelmű és rendszeres terminológiájától.
Előbbi jellegzetessége, hogy egy-egy nyelvtani jelenségnek többféle elnevezése is lehet (egy-egy nyelvtani szabálynak pedig, a megközelítéstől függően, többféle leírása), ugyanakkor egy elnevezés is vonatkozhat több jelenségre (általában önmagára és az őt befoglaló nagyobb egységre). 
Mindezek mellett a héber szabályrendszere meglehetősen zárt, gyakran egyik szabály a másik ellentettje. A szigorúan vett alak- és mondattantól (ragok, képzők elhelyezése, szórend, szintaxis) eltekintve a nyelv elsősorban a hangtani szabályok helyes alkalmazásán nyugszik.
Fontos ugyanakkor tisztában lenni azzal, hogy az indoeurópai (görög és latin) nyelvészeti terminusok ráerőltetése a héberre nagyon sok ellentmondást tartalmaz és a múltban rengeteg felesleges nyelvészeti vitára adott alkalmat (pl. különféle fokozatú perfektumok és aoristosok tételezése). Ezekhez képest az önálló (az arab grammatikai hagyományok átvételén alapuló) héber nyelvészeti terminusok sokkal precízebbek és általában nem mondanak többet a jelenségről, mint ami, így a klasszikus héber a saját belső logikája alapján jóval könnyebben megérthető. Ugyanakkor kénytelenségből ezt a kevert rendszert nem lehet mellőzni, mivel a szótárak, nyelvtanok, konkordanciák is ezt használják, így tehát az ivrit tisztán héber terminológiáját a klasszikusra igen ritkán szokás alkalmazni.
Érdekességként kell megjegyezni, hogy a magyar és a héber között rengeteg alaktani hasonlóság figyelhető meg (pl. birtokragozás), ami sokakban fel szokta vetni a két nyelv rokonságának kérdését. Erről azonban nincs szó, ezek a hasonlóságok kivétel nélkül véletlenszerűek.

## A bibliai héber szöveg elemei

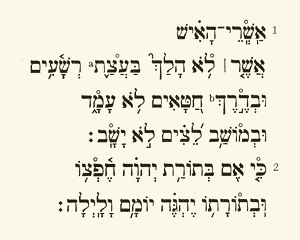
Teljes pontozású maszoretikus héber szöveg, Zsoltár 1:1-2 (Biblia Hebraica – BH). Az első szó fölött a maszoretikus köröcske.

A több száz éves folyamatos szöveghagyományozás miatt a héber bibliaszöveg kétségtelenül az egyik legprecízebben lejegyzett és gondozott ókori szöveg lett. Ennek megfelelően első látásra általában bonyolultnak tűnik. A nyelv és a nyelvtan megértéséhez azonban mindenképpen tisztában kell lennünk a lejegyzett szöveg valamennyi elemével.
A teljes, úgynevezett maszoretikus héber szöveg egy betűkből és pontoknak nevezett jelekből álló többrétegű rendszer. A szövegnek ez a két része első látásra is jól elkülöníthető.
- betűk
  - 1. mássalhangzók
- pontok
  - 2. magánhangzójelek
  - 3. olvasási segédjelek
  - 4. neginák
- 5. különleges jelek

Az alapot a mássalhangzók jelentik, a következő réteg a magánhangzókat jelölő, egy kivételével alulra írt magánhangzójelek. Szorosan a két előbbihez tartoznak a kiejtést segítő úgynevezett olvasási segéd- vagy mellékjelek. E két utóbbi réteg egymástól elválaszthatatlan. Külön elemei a szövegnek az úgynevezett kantillációs jelek vagy neginák, melyek a szavak körül bárhol előfordulhatnak. Ezeken felül a szövegben szerepel még néhány speciális karakter is (a képen ilyen a szó fölötti kis üres karika, az úgynevezett circellus masoreticus, azaz „maszoretikus köröcske”: ° ).

### Betűk

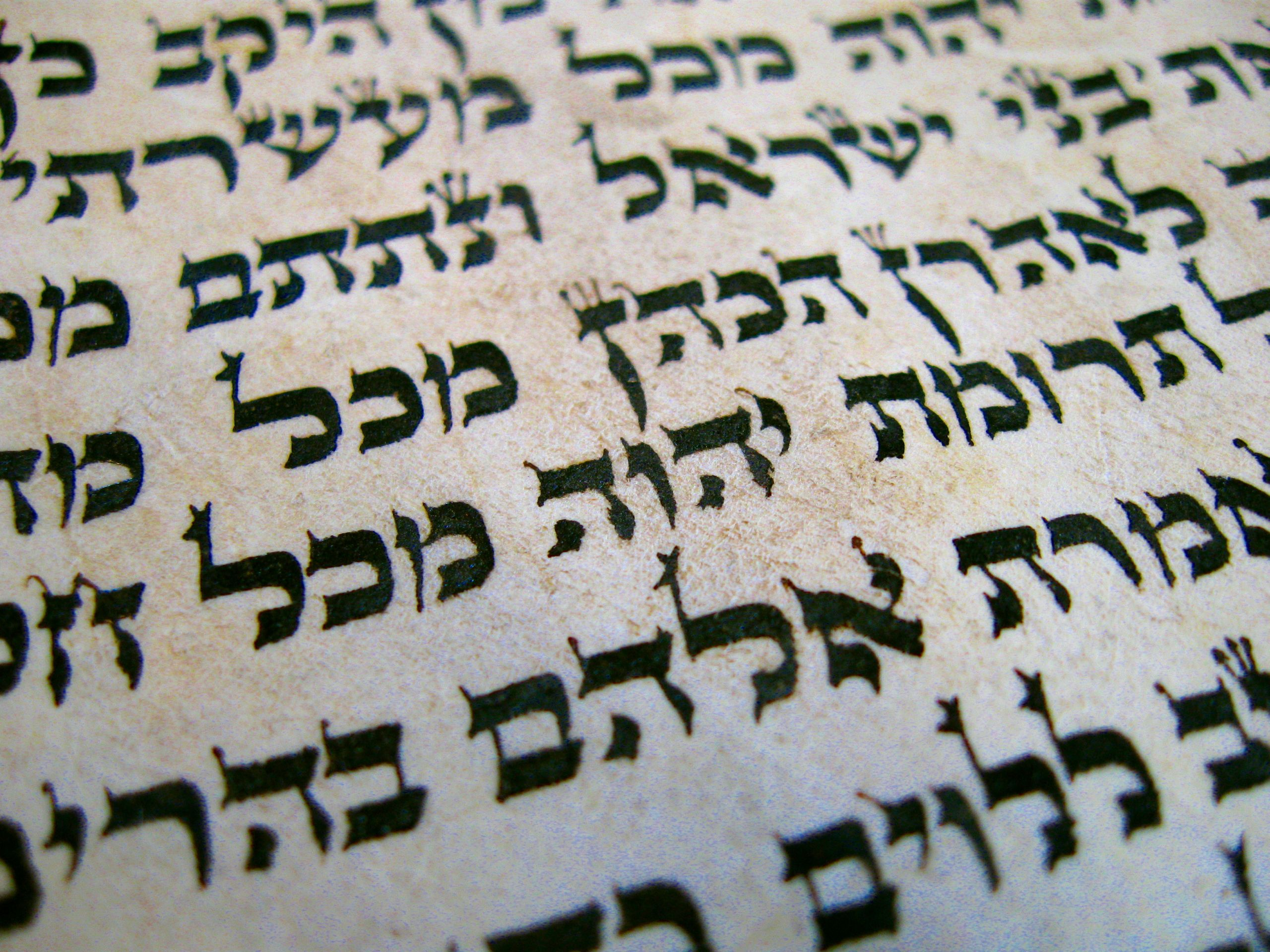
Csak mássalhangzós Tóra-szöveg, kalligrafált írással. Középen a יהוה JHVH Istennév, 4Mózes 18:27-30

A héberben csak a mássalhangzókat nevezzük betűk-nek (אוֹת ót, אֹתִיּוֹת ótijjót – jel, betű), az összes többi elemet pontok néven foglaljuk össze. A betűk pontokkal való ellátását pedig ennek megfelelően ki- vagy alápontozásnak hívjuk.
Egyedül a mássalhangzós szövegtest tekinthető minden szempontból autentikusnak, ami itt azt jelenti, hogy jóllehet a kiejtés jelölésére használt magánhangzó- és olvasási jelek is hitelesnek tekinthetőek, de ezek a szöveg lejegyzésekor még nem léteztek. A héber ábécé 22 jelből áll, bővebben lásd az ábécénél.

### Pontok

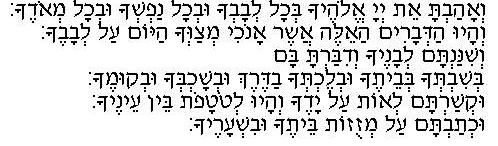
Csak magánhangzókkal és mellékjelekkel ellátott héber szöveg, neginák nélkül

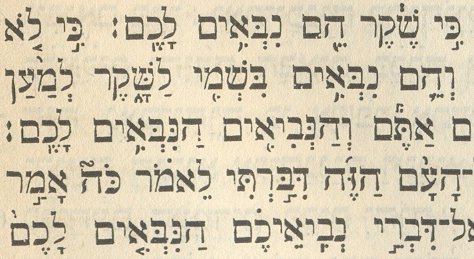
Teljes maszoretikus pontozású héber szöveg (Jer 27; Biblia Hebraica, ed. J. Leusden & E. van der Hooght, Leipzig 1886)

Pontok (נִקּוּד niqqud, נִקּוּדִים niqqudim) néven foglaljuk össze az összes, a mássalhangzós szövegtesthez járuló egyéb kiegészítő elemet. A héber eredetileg nem jelölte külön ezeket, s bár vannak nyomai már az i. e. 1. századból is, a jelölés igazi szüksége Izrael államiságának megszűnte (i. sz. 70) után, a szétszóratás kezdetével jelentkezett és a szöveg helyességének megőrzését szolgálta. Mivel azonban a héber írás sajátságai miatt akár egyetlen pont máshová helyezése is módosíthatja egy szó jelentését, a kipontozás nem csak a helyes olvasat rögzítését, hanem egyben a meghamisítása elleni védelmét is jelentette, aminek legjobb példája az úgynevezett néma svá, mely azon betűk alá került, amelyek nem kaptak önálló jelet.
A ma általunk ismert és használt teljes, úgynevezett tibériási maszoretikus pontozás kialakulása több évszázados folyamat volt, melyen két család, a Ben Asher és a Ben Naftali dolgozott. A jelenlegi szövegkiadások túlnyomó többsége a Ben Asher-féle szisztémát követi. (Megjegyzendő, hogy a kettő között csak nüansznyi, az átlagolvasót nem igazán érintő különbségek vannak.)
A pontozás ilyen formában való kialakulása részben technikai, részben tiszteleti okoknak tudható be. Technikailag nehezen megoldható ennyi jel elhelyezése a szövegtestben (vö. ezzel szemben a görögöt, ahol a magánhangzókra is teljes értékű betűket alkalmaztak), másfelől a pontok szemmel látható elkülönülése a betűktől mindig lehetővé teszi az eredeti (értsd: pontozatlan) szöveg olvasását is. Ehhez fontos tudnunk, hogy a szöveg a másolás során érinthetetlen – „szent” –, abba semmiféle változtatás nem írható bele, így még a másolások során fellépő esetleges hibákat vagy vitatott olvasatokat sem javították soha, hanem csak lapszéli jegyzetben jelölték.

#### Magánhangzójelek
A héberben 15, egy kivételével a betűk alatt elhelyezett pont (azaz pont vagy vonal) van, melyek a magánhangzókat jelölik. A héber szöveget ezért infralineáris pontozásúnak is nevezik. Egy jel kivételével (qámec ָ á/o) minden jelnek csak egy olvasata van.

#### Olvasási segédjelek

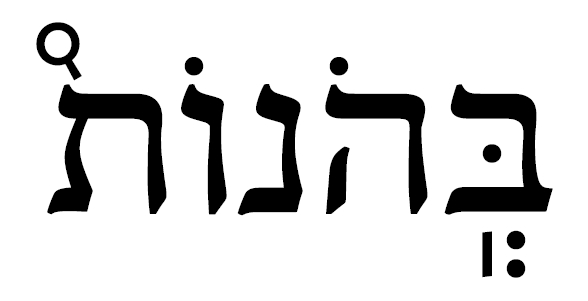
Meteg (vagy ga'ja) a בּ alatt. A ת fölötti jel egy negina.

Az olvasási segéd- vagy mellékjelek funkciója a betűk, illetve bizonyos magánhangzókombinációk és a svá ( ְ ) helyes kiejtésének (kettőzés, „keményítés” vagy „lágyítás”, ejtés vagy nem ejtés, stb.) biztosítása. Ezek a betűk belsejében lévő dáges- és mappíq-pont (דּ, הּ), valamint a betűk alatt függőlegesen elhelyezkedő meteg- (lásd a képen), a felettük vízszintesen lévő ráfe- (בֿ) és a közöttük vízszintesen elhelyezkedő maqqéf-vonal (אַשְׁרֵי־הָאִישׁ asré-háís boldog az az ember).  E jelek pontos használatának megértése és elsajátítása nélkül a klasszikus héber írás-olvasás megtanulása gyakorlatilag lehetetlen.
Néhány pont besorolása nem egyértelmű, ilyen a sin (שׁ s) és szin (שׂ sz) megkülönböztető (diakritikus) pontja, a súreq (וּ ú) pontja és az álef-ben lévő pont (אּ).

### Neginák

Feketével a mássalhangzók; pirossal a magánhangzók, valamint a betűk közepében lévő segédjelek; kékkel a neginák. (1 Mózes 1:9a)

A neginák-nak (נְגִינָה negina, נְגִינוֹת neginót) vagy taamim-nak (טַעֲמִים) is nevezett mintegy 30 darab jel speciális hármas szerepet tölt be: egyszerre hangsúly-, központozási és zenei jel. Alakilag félkörös, ferde, szögletes vagy hullámos vonásokból és négyzetes pontokból állnak (s mivel csak egy negina tartalmaz pontot, azt is egy vonással kombinálva, így a magánhangzójelekkel nem keverhetőek) és a szavak alatt, felett, előtt vagy mögött állhatnak, szigorúan meghatározott szabályok szerint.
- mint hangsúlyjel – Az általános szabály szerint minden szó kap egy neginát a hangsúlyos szótagja alatt vagy fölött. Ennek a hangsúlynak a héber helyes olvasásában – és nemegyszer a helyes jelentés megtalálásában – rendkívül komoly szerepe van.
- mint központozás jel – Durván az európai nyelvekben megszokott szövegtagoló jelek (pont, vessző, pontosvessző) szerepét tölti be. Ugyanakkor egy annál sokkal bonyolultabb logikai-szintaktikai tagolást ad, az egyes versek többszörös tagolása mellett (mondat fele, negyede, stb.) az egyes szavak egymáshoz való tartozását vagy egymástól való függetlenségét is jelöli.
- mint zenei jel – Valamennyi neginához, illetve kombinációikhoz egy bizonyos szekvencia (dallamvezetés) tartozik, így a neginákkal ellátott szöveg egyfajta „kottaként” funkcionál.

### Különleges jelek

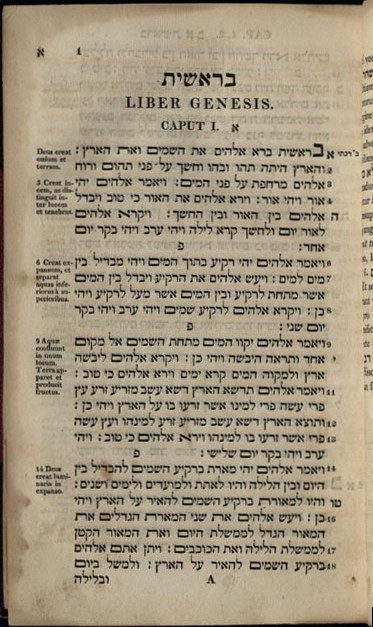
Pontozatlan szöveg, a nyílt szakaszokat (parasa petúhá) jelző פ p-kel. A kezdő ב nagyított betű. (A Thomas Dobson (1751-1823) féle első teljes kiadású amerikai héber biblia; Library of Congress).

A különleges vagy különlegesen elhelyezett pontok és karakterek kizárólag a bibliakiadásokban fordulnak elő és eredetük, valamint jelentésük is sok esetben máig vitatott. A legfontosabb ilyen „hipertextuális” elemek:
- a szavak fölött található apró, úgynevezett „maszoretikus köröcske” (circellus masoreticus) mindig valamilyen lapszéli (vagy lapalji) jegyzetre utal;
- a szöveg belsejében, a főszövegnél kisebb méretben elhelyezett פ p és ס sz a parasa petúhá, illetve parasa szetúmá, azaz a nyitott és zárt szakasz jelölője;
- puncta extraordinaria
- fordított nún (nun invertum vagy inversum)
- emelt betűk
- nagyított betűk
- kicsinyített betűk

### A szöveg járulékos elemei
A szövegkiadások általában tartalmaznak olyan egyéb elemeket is, melyek nem részei a maszoretikus szövegnek. Ilyenek a jegyzetek (kivéve a szigorúan vett maszoretikus jegyzeteket, pl. qeré-ketív), a maszóra magna és maszóra parva.

## Ortográfia
A klasszikus héber ortográfia (azaz helyesírás, bár ez itt kissé mást jelent) a bibliai szövegeken belül meglehetősen egységes. Az ettől eltérő szövegek (pl. a kumráni tekercsek) egy másfajta szöveghagyományt jelenítenek meg.
A klasszikus héber egyik legjellegzetesebb sajátossága az úgynevezett teljes és hiányos írás (scriptio plena, scr. defectiva) jelensége. Ez röviden azt jelenti, hogy a magánhangzóbetűk betétele vagy hiánya miatt egy szó többféleképpen is írható, amellett, hogy jelentése ugyanaz marad. Például az אֹתֹת, אֹתוֹת, אוֹתֹת és אוֹתוֹת kiejtése egyaránt ótót (jelek). Amennyiben a magánhangzó magánhangzóbetűvel van írva, a szó „teljes”, amennyiben csak magánhangzópontokkal, „hiányos” írású. A teljes/hiányos megjelölés természetesen semmiféle értékítéletet nem hordoz.

## Hangsúlyviszonyok és pauzalitás
A héber talán legfontosabb nyelvi szervező tényezője, mely a ragozások alatti folyamatos magánhangzóváltozások döntő többségének oka és magyarázata, a hangsúlyok elhelyezkedése és mozgása. Egy szó a klasszikus héberben három hangsúlyhelyzetben állhat: normál hangsúlyos (szövegalak), nyomatékos hangsúlyú (pauzális), hangsúlytalan.
- A héber szavak döntő többsége véghangsúlyos (ultima), kisebb részük végelőtti hangsúlyos (penultima). A két szótagú végelőtti hangsúlyos szavak (az úgynevezett szegoláták) látszólag elölhangsúlyosként jelennek meg. Bizonyos egyszótagú szavak nem kapnak hangsúlyt, ezeket általában maqqéffel kötjük a rákövetkezőhöz.
- A bibliai szövegekben a hangsúlyt a neginák jelzik, a pontozatlan szövegekben nem jelöli semmi. A neginák nélkül írt, de pontozott szövegekben (például nyelvtankönyvek, szótárak) a véghangsúlyt nem jelölik, a végelőtti hangsúlyos szó kis éket kap a hangsúlyos szótagja első mássalhangzója fölé – azaz ilyen szövegekben minden szó, amelynek nincs hangsúlya, véghangsúlyos. (Az átírásban itt a hangsúlyt ` jellel jelöljük.)
- A hosszabb szavaknak létezik mellékhangsúlya, mely a főhangsúlyos szótagtól a szó eleje felé számított második szótagján foglal helyet és általában meteg jelöli.

A hangsúlyoknak jelentésmegkülönböztető szerepe is lehet, például:
- בָּנוּ `bánú velünk (ב prepozíció), de bá`nú építettek (√בנה gyök).

A bibliai héberben valamennyi szónak van úgynevezett szövegalakja valamint egy hangsúlyos, úgynevezett pauzális formája is. Előbbi a szó a normál hangsúlyával, utóbbi azokat a helyzeteket jelenti, amikor a szóra bizonyos helyzetekben (mondatvég, mondatközép) plusz nyomaték kerül, amit speciális neginák jelölnek. A szöveg- és pauzális formák a szó típusától függően lehetnek egyformák, de különbözhetnek is. A különbség megjelenhet a hangsúlyban (visszalép a szó eleje felé), és/vagy a magánhangzók megváltozásában (a hangsúly alatti magánhangzó „á”-vá alakul; korábbi, a ragozásban nem látszó magánhangzók kerülnek a svák helyébe stb.). Jelentésbeli változást nem okoz.
- אֶרֶץ `erec → ארֶץ `árec föld, ország
- אֲנִי ă`ní → אָנִי `ání én
- שָׁמְרָה sámə`rá → שָׁמָרָה sá`márá őrízte (e/3n)
- קִדְּשׁוּ qiddə`sú → קִדֵּשׁוּ qid`désú megszentelték

## Morfológia
A klasszikus héberben szorosan véve – azaz ragozási és morfológiai szempontból – csak névszókat és igéket különböztetünk meg (a névszókat természetesen praktikus okok miatt felosztjuk a szokásos névmás, főnév, melléknév, stb. csoportokra). A megkülönböztetés alapja igen egyszerű: ige az, ami igeragot kap és igeként ragozzuk, a többi szó névszó. (A meghatározás fordítva nem érvényes, ugyanis az igék is kaphatnak névszói ragokat.) Ugyanez a felosztás érvényes a ragokra is: csak névszói és igeragok vannak – igerag az, ami az igéhez járul, a többi névszói.

### A gyök és a szavak besorolása
A héber – és általában a sémi nyelvek – alapegysége az úgynevezett gyök (héb. שֹׁרֶשׁ sóres, lat. radix, innen a gyökbetű elnevezése radikális; jelzése sokszor √-jellel történik). Ez azt jelenti, hogy valamennyi szónak van egy 3 mássalhangzóból álló alapja. Ez a szavak legnagyobb részénél látszik is, amelyeknél nem, azok is visszavezethetők egy ilyenre. A gyök tartalmazza a belőle képzett szavak alapjelentését – fordítva: az egy gyökből képzett szavak valamennyien rokonságban állnak egymással (ez képezi a bibliai hermeneutika alapját). A klasszikus héber csak e gyökök segítségével érthető, tanulható és szótárban is csak ezek segítségével kereshető. A szövegekben in situ található különféle képzett és ragozott szóalakokat a szótárakban ugyanis csak a gyökeiknél találjuk meg. (Ezek megtalálásához a nyelvtan jelentős részének ismerete szükséges.) A talmudi és modern (ivrit) szótárak ettől eltérőek, azok a szavakat a képzett alakjaikban hozzák. A klasszikus héber kétféle gyökszótárt ismer: a ma kizárólagosan elterjedt, a gyököket az első gyökbetűjükkel kezdve ábécérendben listázók mellett a középkorban használatosak voltak a gyököket a harmadik radikálisukkal listázó fordított szótárak is.
A gyök alapjelentései és a belőle származó szavak jelentései közötti összefüggések lehetnek nyilvánvalóak
- √מלך mlk király-:  מֶלֶךְ `melech király, מַמְלֶכֶת mam`lechet királyság, הִתְמַלֵּךְ hitmalléch királlyá tette magát, מָלַךְ málach uralkodott

kevéssé nyilvánvalóak
egészen távoliak 
- √ענה ʿnh: עָנָה áná válaszol, עֵת ét idő, לְמַעַן ləmaan azért, עָנָו ánáv megalázott,

Az utóbbi esetre a 18-19. századi nyelvészet bevezette a gyökök megbontását, a jelenlegi szótárak a nehezen összekapcsolható jelentésű, de azonos alakú gyököket számozással különítik el (pl. ʿānâ: עָנָה I. válaszol, עָנָה II. elfoglalt, עָנָה III. összegörnyedt, עָנָה IV. énekel), e különállónak feltüntetett gyököknek azonban többnyire valóban van közös gyökere (ha úgy tetszik, egy „gyök alatti gyöke”).

#### A gyökbetűk elnevezése: pe, ajin, lámed
| A héber gyökök csoportjai gyökhangzóik alapján | A héber gyökök csoportjai gyökhangzóik alapján | A héber gyökök csoportjai gyökhangzóik alapján | A héber gyökök csoportjai gyökhangzóik alapján |
| Típus                                          | ל lámed (3. / utolsó)                          | ע ajin (2. / középső)                          | פ pe (1.)                                      |
| ---------------------------------------------- | ---------------------------------------------- | ---------------------------------------------- | ---------------------------------------------- |
| I. Erős                                        | –                                              | –                                              | –                                              |
| II. Gutturálisos                               | Lámed gutturális                               | Ajin gutturális                                | Pe gutturális                                  |
| III. Valódi gyenge                             |                                                |                                                |                                                |
| nún                                            | –                                              | –                                              | פ״ן Pe nún                                     |
| jod és váv                                     | ל״ה Lámed hé (ל״יו Lámed jod-váv)              | ע״יו Ajin jod-váv                              | פ״יו Pe jod-váv                                |
| IV. Vég-dupla                                  | ע״ע Ajin ajin                                  |                                                |                                                |

A gyököket bizonyos bennük szereplő betűik alapján csoportokba rendeződnek. E betűk: a gutturálisok ( א ה ח ע ר álef, hé, chet, ajin és a res), a נ nún, a י jod és a ו váv. Így beszélünk például elöl núnos, középen jodos vagy vég hés csoportokról (másként: első radikálisukban núnos, második radikálisukban jodos, stb.) . A héberben azonban a betűk pozícióját (1., 2, 3. gyökbetű) nem így, hanem az általános példaszóként használt פָּעַל páʿal tenni ige gyökbetűinek pozíciójáról nevezzük: az első gyökbetű (a sorrend természetesen jobbról balra értendő) neve pe, a másodiké (középsőé) ajin, a harmadiké (utolsóé) lámed. Ennek megfelelően a fenti tipusok neve: pe nún, ajin jod, lámed hé, jelölésük: פ״ן , ע״י , ל״ה.  (Latinul: primae nun, secundae / mediae jod, terciae he.)
A három fő csoport: erős – gyökhangzói között nincs gutturális vagy gyenge mássalhangzó (√קצף qcf); gutturálisos – gyökhangzói között egy vagy több torokhangzó található (√שׁלח šlḥ); (valódi) gyenge – gyökhangzói között nún, jod vagy váv gyenge mássalhangzók találhatóak (√שׂים śym) (a jod és a váv a gyök végén hé-ként jelenik meg: √גלה glh, eredetileg √גלי gly). Külön csoportot alkotnak a 2. és 3. gyökhangzójukban egyező szavak (√הלל hll). (A beosztás nem mechanikus, a √שׁמר smr-ban pl. res van, mégsem gutturálisos.) Ha a gyök a fentiek közül több mássalhangzót is tartalmaz, a neve dupla gyenge (√אהב ʾhb). Régebbi nyelvtanok a gutturálisost is a gyengék közé sorolják, ez azonban pontatlan: a fő különbség ugyanis az, hogy míg a gutturálisosak az erősektől csak magánhangzóikban térnek el, addig a valódi gyenge igéknél a gyenge mássalhangzók el is tűnhetnek vagy átalakulhatnak. A felosztás azért szükséges, mert az egy csoportba tartozó szavak – akár a névszó-, akár az igeragozásban – az alapragozástól mindig egy bizonyos módon térnek el.  

### Névelő és prepozíciók

#### Névelő
A héber határozatlan névelőt (egy) nem ismer. A határozott névelő nélküli szó önmagában határozatlan (עֵץ éc fa / egy fa).
A határozott névelő a szó elejével egybeírt -הַ hă- szócska. Eredeti formája -הַל hăl- volt (vö. arab -ال), az „l” azonban beolvadt a szó első mássalhangzójába és azt dáges fortével kettőzi. (Néhány esetben az eredeti alak is megtalálható.)
- מֶלֶךְ `melech király → הַמֶּלֶךְ ha`mmelech a király

Ha a szó első betűje nem kettőzhető torokhang, a névelő magánhangzója úgynevezett pótlónyújtást szenved és -הָ há- vagy -הֶ he- alakban jelenik meg, a következők szerint: 
- álef és ajin előtt „ă”-ból „á”-ba: אָדָם ádám ember → הָאָדָם háádám az ember, אִישׁ ís férfi → הָאִישׁ háís a férfi; עִיר ír város → הָעִיר háír a város
- hé és chet előtt úgynevezett virtuális kettőzés történik, azaz a kettőzés sem történik meg látható módon, de a névelő „ă”-ja sem változik: הוֹד hód dicsőség → הַהוֹד hăhód a dicsőség; חוּץ chúc külső, kívül → הַחוּץ hăchúc a külső
- chet + „á” (-חָ), valamint ajin + „á” (-עָ) előtt „ă”-ból „e”-be: חָכָם cháchám bölcs → הֶחָכם hecháchám a bölcs; עָוֹן ávón vétek → הֶעָוֹן heávón a vétek

Hét szónál a szó kezdő magánhangzója a névelő után „á”-ba változik:
- אֶרֶץ `erec föld, ország → הָאָרֶץ há`árec az ország; הַר hăr hegy → הָהָר háhár a hegy; אֲרוֹן ărón láda → הָאָרוֹן háárón a láda;  → ;  → ;  → ;  →

#### Névmások

##### Személyes névmás
|      | szövegalak              | pauzális alak            |
| ---- | ----------------------- | ------------------------ |
| E/1  | אָנֹכִי ánóchí, אֲנִי aní    | אָנֹכִי á`nóchí, אָנִי `ání   |
| E/2h | אַתָּה atá                 | אָתָּה `átá                 |
| E/2n | אַתְּ at                   | אָתְּ át                    |
| E/3h | הוּא hú                  | –                        |
| E/3n | הִיא hí                  | –                        |
| T/1  | אֲנַחְנוּ a`nachnú, אֲנוּ anú | אֲנָחְנוּ a`náchnú, אָנוּ `ánú |
| T/2h | אַתֶּם atem                | –                        |
| T/2n | אַתֶּן aten                | –                        |
| T/3h | הֵמָּה `hémmá, הֵם hém      | –                        |
| T/3n | הֵנָּה `hénná, הֵן hén      | –                        |

A héber személyes névmásokat két tőből képezzük: az első és második személyeket egy -אַנ ʾăn- tőből, a harmadikat a -ה h-ból (valószínűleg ugyanez jelenik meg a névelőben is). Az -אַנ ʾăn- az első személyeknél tisztán látszik, a második személyekben a t-vel bővülő tőben (-אַנְתּ *ant-)  a nún beolvad a t-be és azt dáges fortéval kettőzi, e kettőzést azonban nem ejtjük (vö. arám אַנְתָּה antá, arab انت ant). Ugyancsak nem ejtjük az e/2 nőnem végén lévő svát (attə helyett csak at).
Az e/1 és a t/3 alakjai alternatívak, használatuk közt nincs különbség. Az e/1 hosszabb alakja más afroázsiai nyelvben is megtalálható (akkád anáku, egyiptomi ỉnk). A t/1 rövidebb alakja a klasszikusban csak pár helyen található meg, használata a Msinától kezdve jellemző. A t/2 nőnem a bibliában nem fordul elő. A pauzális alakoknál hangsúlyváltozás és/vagy magánhangzónyúlás lép fel (szintén csak a klasszikusban található).

##### Mutató névmás
|     | közelre   | közelre | távolra | távolra |
| --- | --------- | ------- | ------- | ------- |
| E/h | זֶה ze     | ez      | הוּא hú  | az      |
| E/n | זֹאת zót   | ez      | הִיא hí  | az      |
| T/h | אֵלֶּה `élle | ezek    | הֵם hém  | azok    |
| T/n | אֵלֶּה `élle | ezek    | הֵן hén  | azok    |

A héber közelre mutató névmások gyöke a -ז z- (< *d-, *dh-) és -ל l- közsémi mutató partikula (vö. arab ذا dhá). A távolra mutatók megegyeznek a személyes névmások harmadik számú alakjaival.

##### Vonatkozó névmás
A héberben két vonatkozószó és több vonatkozói értelmű szerkezet található (utóbbit lásd a mondattannál).
A bibliai héberben a leggyakoribb vonatkozószó a szótól külön írt אֲשֶׁר ăser. Ragozhatalan, jelentése aki, ami, akit, amit. (Nem tévesztendő össze az אָשֵׁר Ásér névvel, azaz Áserrel.)
- אֲשֶׁר בַּבַּיִת aser b|a|bbajit ami a|ház|ban (van)

A mai héberben csaknem kizárólagos -שֶׁ se- (a bibliában ritkán -שַׁ sa- vagy -שָׁ sá-) a Misnában már párhuzamosan van használva az aser mellett. A szó elejével egybeírjuk és a szó első mássalhangzóját a névelőhöz hasonlóan dáges fortével kettőzi.
- שֶׁבַּבַּיִת se|bb|a|`bbajit ami a|ház|ban (van) (mai héberben seb`bajit)

Utóbbi a klasszikusban csak bizonyos könyvekben fordul elő (pl. Énekek éneke). Eredete nem tisztázott. Vagy az אֲשֶׁר ăser rövidült alakja, a szó eleji álef leesésével és a szóvégi res beolvadásával a szóba (innen a kettőzés, hasonlóan a névelő l-jéhez), tekinthető azonban a fentitől független önálló héber szónak, vagy akár átvételnek is, hiszen a ša létezik az akkádban is (awâtum ša iqbû a szó, amit mondott). A vonatkozó névmási mellett mindkét szó felvehet másfajta (kötőszói, határozói) jelentéseket.